# Анналы Рейхенау
Анналы Рейхенау (лат. Annales Augienses) — охватывают период с 709 по 954 гг. Содержат сведения по истории Франкского государство и соседних стран.

## Издания
- Annales Augienses // MGH, SS. Bd. I. Hannover. 1826, p. 67-69[1].

## Переводы на русский язык
- Анналы Рейхенау в переводе Е. Митюковой на сайте Восточной литературы